# Буерак-Поповское сельское поселение
Буера́к-Попо́вское се́льское посе́ление — муниципальное образование в составе Серафимовичского района Волгоградской области.
Административный центр — хутор Буерак-Поповский.

## История
Буерак-Поповское сельское поселение образовано 24 декабря 2004 года в соответствии с Законом Волгоградской области № 979-ОД.

## Население
| 2010 | 2012 | 2013 | 2014 | 2015 | 2016 | 2017 |
| ---- | ---- | ---- | ---- | ---- | ---- | ---- |
| 982  | ↘956 | ↘948 | ↘920 | ↘899 | ↘881 | ↘862 |
| 2018 | 2019 | 2020 | 2021 |      |      |      |
| ↘841 | ↘815 | ↗822 | ↘806 |      |      |      |

## Состав сельского поселения
| № | Населённый пункт | Тип населённого пункта        | Население |
| - | ---------------- | ----------------------------- | --------- |
| 1 | Буерак-Поповский | хутор, административный центр | 499       |
| 2 | Буерак-Сенюткин  | хутор                         | 134       |
| 3 | Затонский        | хутор                         | 180       |
| 4 | Хованский        | хутор                         | 169       |